# NGC 1230
NGC 1230 ist eine linsenförmige Galaxie vom Hubble-Typ SB0/P im Sternbild Eridanus am Südsternhimmel. Sie ist schätzungsweise 478 Millionen Lichtjahre von der Milchstraße entfernt und hat einen Durchmesser von etwa 85.000 Lj. Gemeinsam mit NGC 1228, NGC 1229 und IC 1892 bildet sie die Galaxienkette Arp 332. Halton Arp gliederte seinen Katalog ungewöhnlicher Galaxien nach rein morphologischen Kriterien in Gruppen. Diese Galaxiengruppe gehört zu der Klasse Ketten von Galaxien.
Das Objekt wurde im Jahr 1886 vom US-amerikanischen Astronomen Francis Leavenworth entdeckt.